# Daniela Camargo
Daniela Camargo (Bogotá, Colombia, 13 de marzo de 2001) es una jugadora de fútbol y futsal colombiana del Club Atlético San Lorenzo de Almagro. Integró la selección de futsal y fútbol once de Bogotá y también tuvo un exitoso paso por la Liga de Fútbol de Salón de Colombia.  Fue una de las goleadoras en la Copa Libertadores de Futsal Femenino 2022 y 2023.

## Trayectoria

### Juventas
Durante gran parte del 2022 jugó futsal para Fundación Juventas de la ciudad de Tunja donde logró la Copa Pre-Libertadores 2022 y posteriormente el cuarto puesto en la Copa Libertadores de Futsal Femenino 2022 disputada en la ciudad de Cochabamba siendo una de las goleadoras del certamen.

### San Lorenzo
En enero de 2023 arribó a la Argentina para formar parte del Club Atlético San Lorenzo de Almagro. En el mes de junio obtuvo su primer podio en un torneo internacional logrando el tercer puesto en la Copa Libertadores 2023 disputada en Paraguay y siendo la máxima artillera del conjunto argentino con 6 tantos.
En agosto de 2024 obtiene la Copa de Oro disputada en las ciudades de Buenos Aires y Rosario marcando el tanto decisivo de la final frente al Club Atlético Horizonte. Actualmente se encuentra disputando el torneo de Futsal Femenino de la AFA.
También integra el plantel profesional de fútbol once de San Lorenzo.

## Palmarés

### Títulos nacionales de Futsal
| Título                     | Club                    | País      | Año  |
| -------------------------- | ----------------------- | --------- | ---- |
| Copa Pre-Libertadores 2022 | C.D. Fundación Juventas | Colombia  | 2022 |
| Copa de Oro 2024           | San Lorenzo             | Argentina | 2024 |

### Podios Internacionales de Futsal
| Título                 | Club        | País      | Año  |
| ---------------------- | ----------- | --------- | ---- |
| Copa Libertadores 2023 | San Lorenzo | Paraguay  | 2023 |
| Copa América 2023      | Colombia    | Argentina | 2023 |
| Copa América 2025      | Colombia    | Brasil    | 2025 |

## Estadísticas

### En clubes
| Club | Div.                | Temporada           | Liga  | Liga  | Copas Nacionales(1) | Copas Nacionales(1) | Torneos Internacionales(2) | Torneos Internacionales(2) | Total | Total | Media goleadora(3) |
| Club | Div.                | Temporada           | Part. | Goles | Part.               | Goles               | Part.                      | Goles                      | Part. | Goles | Media goleadora(3) |
| --- | ------------------- | ------------------- | ----- | ----- | ------------------- | ------------------- | -------------------------- | -------------------------- | ----- | ----- | ------------------ |
| Fundación Juventas · Colombia | 1.ª                 | 2022                | -     | -     | 5                   | 5                   | 6                          | 8                          | 11    | 13    | -                  |
| Fundación Juventas · Colombia | Total club          | Total club          | -     | -     | 5                   | 5                   | 6                          | 8                          | 11    | 13    | -                  |
| San Lorenzo Argentina | 1.ª                 | 2023                | 30    | 23    | 6                   | 3                   | 6                          | 6                          | 42    | 32    | 0.76               |
| San Lorenzo Argentina | 1.ª                 | 2024                | 14    | 12    |                     |                     |                            |                            | 14    | 12    | 0.85               |
| San Lorenzo Argentina | Total club          | Total club          | 44    | 35    | 6                   | 3                   | 6                          | 6                          | 56    | 44    | 0.78               |
| Total en su carrera | Total en su carrera | Total en su carrera | 44    | 35    | 11                  | 8                   | 12                         | 14                         | 67    | 57    | 0.85               |
| (1) Las copas nacionales se refiere a la Copa Argentina y a la Copa Pre-Libertadores. (2) Las copas internacionales se refiere a la Copa Libertadores de Futsal Femenino. (3) Media de goles por encuentro. No incluye goles en partidos amistosos. |                     |                     |       |       |                     |                     |                            |                            |       |       |                    |